# Bhutan na Mistrzostwach Świata w Lekkoatletyce 2013
Bhutan na Mistrzostwach Świata w Lekkoatletyce 2013 – reprezentacja Bhutanu podczas mistrzostw świata w Moskwie liczyła 1 zawodnika, który nie zdobył medalu.

## Występy reprezentantów Bhutanu
| Konkurencja             | Zawodnik       | Eliminacje   | Eliminacje | Półfinał | Półfinał | Finał    | Finał   |
| Konkurencja             | Zawodnik       | Rezultat     | Pozycja    | Rezultat | Pozycja  | Rezultat | Pozycja |
| ----------------------- | -------------- | ------------ | ---------- | -------- | -------- | -------- | ------- |
| Bieg na 1500 m mężczyzn | Thinley Tenzin | 4:24,54 (PB) | 37.        | NQ       | NQ       | NQ       | NQ      |